# Puig-andreu
El Puig-andreu és una muntanya de 753 metres que es troba al municipi de Mura, a la comarca catalana del Bages, al Parc Natural de Sant Llorenç del Munt i l'Obac.